# المعلم (مسلسل مصري)
المعلم هو مسلسل تلفزيوني مصري عُرض في شهر رمضان عام 1445 هـ، من بطولة مصطفى شعبان، أحمد بدير، سهر الصايغ، هاجر أحمد، منذر رياحنة، من تأليف محمد الشواف، ومن إخراج مرقس عادل.

## قصة المسلسل
في إطار الدراما الاجتماعية، يعيش تاجر السمك "حامد"، وسط أسرته حياة هادئة بسيطة، حتى يسجن والده بسبب قضية مخدرات؛ فيجد نفسه وسط صراعات مريرة لتجار السوق الكبار، وعليه التصدي لهم.

## طاقم التمثيل
- مصطفى شعبان
- هاجر أحمد
- أحمد فؤاد سليم
- انتصار
- سهر الصايغ
- أحمد بدير
- أحمد عبد الله محمود
- طارق النهري
- سلوى خطاب
- منذر رياحنة
- سلوى عثمان
- هالة مرزوق
- محمد أبو داوود
- عبد العزيز مخيون
- حجاج عبد العظيم
- مصطفى حشيش
- لبنى ونس
- فتوح أحمد
- علاء زينهم
- أسامة الهادي
- جان رامز
- محمود الليثي
- ميران عبد الوارث
- محمد العمروسي
- رشا سامي
- حنين سعيد

## فريق العمل
- إخراج: مرقس عادل
- تأليف: محمد الشواف
- إنتاج: سينرجي للإنتاج الفني (تامر مرسي)
- مدير التصوير: محمد خالد
- مونتاج: محمد السعدني
- موسيقى تصويرية: عادل حقي

## وصلات خارجية
- المعلم (مسلسل مصري) على موقع قاعدة بيانات الأفلام العربية